# Contee del Wisconsin

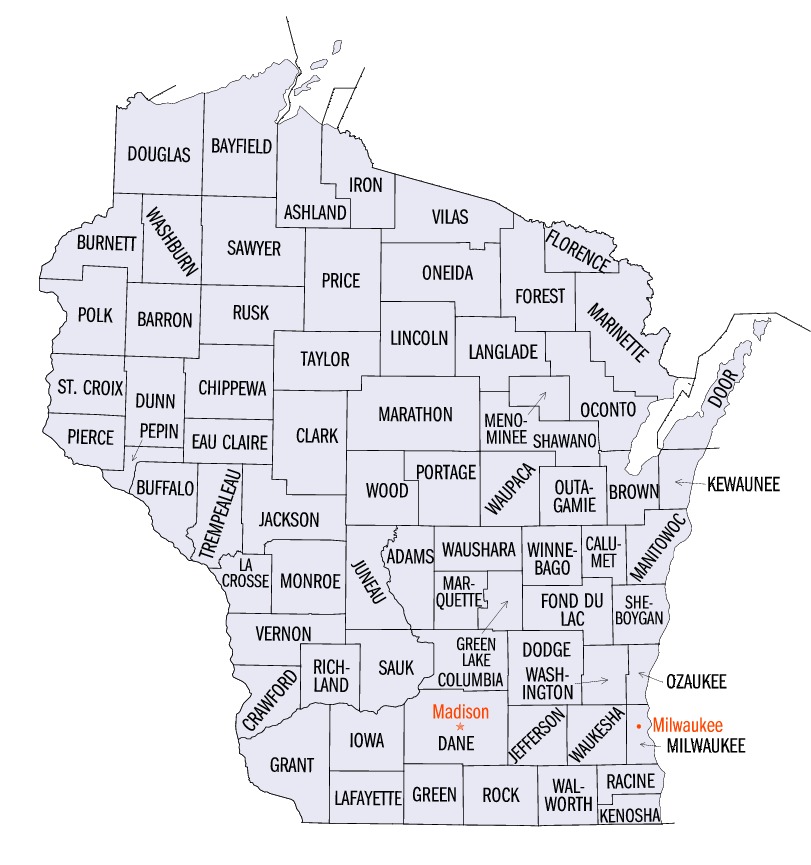
Contee del Wisconsin

Lista delle 72 contee del Wisconsin, negli Stati Uniti d'America:
| - Adams - Ashland - Barron - Bayfield - Brown - Buffalo - Burnett - Calumet - Chippewa - Clark - Columbia - Crawford - Dane - Dodge - Door - Douglas - Dunn - Eau Claire - Florence - Fond du Lac - Forest - Grant - Green - Green Lake - Iowa | - Iron - Jackson - Jefferson - Juneau - Kenosha - Kewaunee - La Crosse - Lafayette - Langlade - Lincoln - Manitowoc - Marathon - Marinette - Marquette - Menominee - Milwaukee - Monroe - Oconto - Oneida - Outagamie - Ozaukee - Pepin - Pierce - Polk - Portage | - Price - Racine - Richland - Rock - Rusk - Sauk - Sawyer - Shawano - Sheboygan - St. Croix · - Taylor - Trempealeau - Vernon - Vilas - Walworth - Washburn - Washington - Waukesha - Waupaca - Waushara - Winnebago - Wood |